# The Basketball Super League
La Basketball Super League (BSL) è una lega professionistica di pallacanestro attiva in Canada e negli Stati Uniti d'America, fondata nel 2023.
La lega è nata su iniziativa dei proprietari della The Basketball League (TBL), lega professionistica attiva negli USA dal 2018, in seguito allo scioglimento della National Basketball League of Canada (NBLC), che aveva lasciato diversi club canadesi senza una lega di riferimento.
Le squadre della BSL partecipano a partite interlega con le franchigie della TBL, e la stagione regolare si svolge da novembre a marzo.

## Storia
Per la stagione 2021–22, la National Basketball League of Canada (NBLC) annunciò di aver raggiunto un accordo per delle partite interlega con diverse squadre della The Basketball League (TBL).
Il 18 giugno 2022, la NBLC annunciò che Dave Magley, presidente della TBL, avrebbe collaborato con il commissario della NBLC, Audley Stephenson, per supervisionare la crescita di entrambe le leghe.
Dopo lo scioglimento della NBLC al termine della stagione 2022–23, Dave Magley annunciò la creazione della Basketball Super League (BSL), che avrebbe iniziato la sua attività nel dicembre 2023.
Le squadre della BSL non hanno un tetto salariale e giocano in impianti con una capienza minima di 2.500 posti, a differenza delle squadre della TBL, che sono soggette a un tetto salariale e disputano le partite in strutture più piccole.
Nell'aprile 2023, i Newfoundland Rogues della TBL furono annunciati come la prima franchigia della BSL. I KW Titans, i London Lightning e i Sudbury Five dell'ormai defunta NBLC si unirono nel maggio 2023. I Quebec Pioneers furono inizialmente annunciati come quinta squadra nel giugno 2023, ma si sciolsero prima dell'inizio della stagione. I Windsor Express, un'altra ex franchigia della NBLC, annunciarono ad agosto 2023 la loro adesione alla lega. I Montréal Toundra, precedentemente parte della TBL, completarono il quadro delle sei squadre partecipanti alla stagione inaugurale 2023–24 della BSL.
Le sei squadre della BSL disputarono partite interlega con le franchigie della TBL oltre agli incontri interni alla lega, e le prime quattro classificate ottennero l’accesso ai playoff . I London Lightning sconfissero i KW Titans per 3–1 nella serie finale del maggio 2024, diventando i campioni inaugurali della BSL.
Devin Kinsella è stato nominato primo commissario della lega nell’agosto 2024.
Squadre statunitensi provenienti dalla TBL si sono unite alla BSL per la stagione 2024–25, tra cui i Glass City Wranglers, i Jamestown Jackals e i Pontiac Pharaohs. I Montréal Toundra hanno invece annunciato una pausa dalla competizione nel novembre 2024.
I Saginaw Soul sono stati annunciati come nuova franchigia di espansione per la stagione 2025-26 nell’aprile 2025.

## Squadre attuali
| Squadra              | Città                    | Arena                            | Capacità | Fondazione | Ingresso lega | Allenatore        |
| -------------------- | ------------------------ | -------------------------------- | -------- | ---------- | ------------- | ----------------- |
| Glass City Wranglers | Toledo (Ohio)            | Maumee Valley Country Day School | 250      | 2021       | 2024          | Freddie Zamora    |
| Jamestown Jackals    | Jamestown, New York      | Jamestown Community College      | 1,400    | 2016       | 2024          | Raheem Singleton  |
| KW Titans            | Kitchener, Ontario       | Kitchener Memorial Auditorium    | 7,241    | 2016       | 2023          | Cliff Clinkscales |
| London Lightning     | London, Ontario          | Canada Life Place                | 10,000   | 2011       | 2023          | Jerry Williams    |
| Newfoundland Rogues  | St John's, Newfoundland  | Mary Brown's Centre              | 6,750    | 2021       | 2023          | Reece Gaines      |
| Pontiac Pharaohs     | Pontiac, Michigan        | Pontiac High School              | 2,000    | 2022       | 2024          | Scott Newman      |
| Sudbury Five         | Greater Sudbury, Ontario | Sudbury Community Arena          | 5,000    | 2018       | 2023          | Logan Stutz       |
| Windsor Express      | Windsor, Ontario         | WFCU Centre                      | 6,900    | 2012       | 2023          | Bill Jones        |
| In pausa             |                          |                                  |          |            |               |                   |
| Montreal Tundra      | Montreal, Quebec         | Centre Pierre Charbonneau        | 2,501    | 2023       | 2023          | Damian Buckley    |

## Albo d'oro
| Stagione  | Vincitore        | Finali | Secondo Posto   |
| 2023-2024 | London Lightning | 3 - 1  | KW Titans       |
| 2024-2025 | Sudbury Five     | 3 - 2  | Windsor Express |

## Vittorie per club
| Club             | Titolo | Città           | Anno      |
| ---------------- | ------ | --------------- | --------- |
| London Lightning | 1      | London          | 2023-2024 |
| Sudbury Five     | 1      | Greater Sudbury | 2024-2025 |